# Todd Terry (acteur)
Pour les articles homonymes, voir Todd Terry.
Todd Terry est un acteur américain né le 12 novembre 1966 à Dallas, Texas (États-Unis).

## Filmographie

### Acteur

#### Cinéma
- 1994 : Nord et Sud III : Army Private
- 1995 : Last Fair Deal : Travis Tyler
- 1995 : Les tourments du destin
- 1999 : Arlington Road : 2nd Camp Official
- 2002 : The Anarchist Cookbook : Judge William Haversford
- 2006 : Cœurs perdus : Thief
- 2009 : Fissure : Tyler
- 2010 : Breaking the Press : News Anchor
- 2011 : Searching for Sonny : Pilot
- 2013 : Seasons of Gray : Bill Tanner
- 2014 : 8 Days : Bart
- 2014 : Summer's Shadow : Jeff Larsen
- 2015 : A Horse Tale : Bill
- 2015 : Beyond the Farthest Star : Adam Wells
- 2015 : The Price : Peter
- 2015 : The Program : Tailwind Executive 2
- 2016 : The Birth of a Nation : Rebel Slave #3
- 2017 : Because Of Grácia : James Ryan
- 2017 : Bomb City : Mr. Cates
- 2017 : Waiting for the Miracle to Come
- 2018 : Old Man and the Gun
- 2018 : Texas Zombie Wars: Dallas : Zombie Doctor
- Prochainement : Zulu Six

#### Courts-métrages
- 2003 : Curb Service
- 2008 : The Traveler
- 2009 : Altarcation
- 2009 : Long Journey Home
- 2009 : Still Born
- 2010 : Emma's Wish
- 2010 : Iron Shield
- 2011 : The Code
- 2012 : Static
- 2012 : Take a Hike
- 2013 : New Year's Resolutions
- 2013 : Writing Woes
- 2014 : Harper Abbott
- 2014 : In the Midst of Anger
- 2014 : The Red Balloon
- 2015 : No Sunshine
- 2015 : The Price
- 2015 : Washed Up
- 2017 : Hair of the dog
- 2017 : Scoundrels
- 2017 : Sweeter on the Vine

#### Télévision
Séries télévisées
- 1993 : Dangerous Curves (en) : Bryan Dorland
- 1994 : Heaven Help Us : Keith Warner
- 1994-2000 : Walker, Texas Ranger : Dr. Brown / Doctor Adams / Carl Bishop / ...
- 1995 : Wishbone : Union Soldier #2 / Sir Henry
- 2006 : Prison Break : Aide #2
- 2009 : The League : Thomas Venable
- 2009-2013 : Breaking Bad : SAC Ramey / SAC
- 2010 : Friday Night Lights : William Simmons
- 2010 : My Generation : Ben Vachs
- 2011 : Chase : Zach Mandelbaum / Attorney Mandelbaum
- 2012 : Final Witness : Kyle Fischer
- 2013 : Drop Dead Diva : Bob Globerman
- 2013-2014 : Dallas : Peter Bedford
- 2015 : American Crime : Jackson
- 2016 : Broken : Leo Cline
- 2017 : Queen of the South : Christopher Black
- 2017-2018 : Vindication : Det. Travis

Téléfilms
- 1995 : Seulement par amour (en) (In the Name of Love: A Texas Tragedy) : Billy Farber
- 1996 : Texas Graces
- 1998 : La Colère du tueur : Capitaine Mackey
- 1998 : Still Holding On: The Legend of Cadillac Jack : Chester Anderson
- 1998 : Wishbone's Dog Days of the West : Abel Skelton
- 2006 : The Year Without a Santa Claus : Wilkes
- 2007 : Inspector Mom: Kidnapped in Ten Easy Steps : Tony Von Hoffman

### Producteur

#### Courts-métrages
- 2009 : Still Born
- 2012 : Take a Hike
- 2017 : Sweeter on the Vine